# يورغن ستراند
يورغن ستراند هو سياسي فنلندي، ولد في 15 مارس 1962. انتخب وزير المالية ‏ (2003 – 2005).